# Carlo Bordini
Carlo Bordini (Roma, 2 settembre 1938 – Roma, 10 novembre 2020) è stato un poeta e storico italiano.
Influenzate da certe opere di Eliot, Guido Gozzano e soprattutto da Apollinaire, le sue poesie possono essere chiamate "poesie narrative". Già nel 1975 Enzo Siciliano lesse un'opera «densa di notizie così specifiche che sono ancora sorpreso di averle trovate con tanta tempestività». La sua ultima raccolta di poesie Sasso, è stata pubblicata da Scheiwiller nella collana Prosa e poesia diretta da Alfonso Berardinelli.

## Biografia
Militante trotskista negli anni sessanta, divenne ricercatore presso il Dipartimento di Studi storici dell'Università La Sapienza di Roma. 
Nel 1976, scrisse  il saggio Un coraggio a metà  incentrato su Pier Paolo Pasolini.. Sempre negli anni settanta, curò insieme a Antonio Veneziani il volume Dal Fondo la poesia dei marginali. Nel 1981, pubblicò la prima edizione di Appunti sparsi e persi di Amelia Rosselli, Reggio Emilia, Cooperativa Aelia Laelia (1966-1977). Il suo primo libro in prosa, Manuale di autodistruzione, fu subito tradotto in francese. Carlo Bordini scrisse anche il romanzo Gustavo (Avagliano, Roma 2006). Curò insieme ad Andrea Di Consoli il volume Renault 4, Scrittori a Roma prima della morte di Moro (Roma, Avagliano, 2007), in cui inserì il testo "La Zona grigia". Scrisse postfazioni per Daniela Negri, Mauro Fabi e la poetessa spagnola Guadalupe Grande. Collaborò con L'Unità, con la rivista Poesia e con altre testate giornalistiche. Fu l'unico poeta italiano ad essere ospitato al Festival de Poesia Nicaraguese nel febbraio 2008 e al Festival de poesia de Bogotà in maggio. Dopo questi viaggi, pubblicò Non è un gioco, appunti di viaggio sulla poesia in America latina (Luca Sossella, Roma, 2009) in cui definì la poesia "un piatto povero". Sempre in questo scritto affermò che "In Colombia la poesia è importante e non è avulsa dalla società. Forse sarebbe più giusto dire semplicemente che in Colombia la poesia è importante. Il resto viene da sé."
Le sue opere sono state tradotte in spagnolo, svedese e soprattutto in francese. In Francia gli è stata dedicata una lunga intervista sulla rivista Europe.
Bordini è morto nel 2020 per complicazioni da Covid-19. 

## Opere

### Poesia
Raccolte
- Strana categoria, Roma, Stampato in proprio, 1975.
- Poesie leggere, Siena, Barbablù, 1981.
- Strategia, Roma, Savelli, 1981.
- Pericolo, Reggio Emilia, Aelia Laelia, 1984.
- Mangiare, Roma, Empirìa, 1995.
- Polvere, Roma, Empirìa, 1999.
- Purpureo nettare, Bergamo, Alla pasticceria del pesce, 2006.
- Sasso, Milano, Scheiwiller, 2008.
- I costruttori di vulcani, Luca Sossella, Bologna, 2010.
- Poesie color mogano, Tic Edizioni, 2020
- Un vuoto d'aria, Milano, Mondadori, collana Lo Specchio, 2021.

Antologie
- Pericolo, Poesie 1975-2001, San Cesario di Lecce, Manni, 2004.

### Prosa
- Manuale di autodistruzione, Roma, Fazi, 1998 (ristampato nel 2004).
- Pezzi di ricambio, Roma, Empirìa, 2003.
- Gustavo, una malattia mentale, Roma, Avagliano, 2006 (roman).
- Dal fondo, la poesia dei marginali, Rome, Savelli, 1978 (ristampato da Avagliano nel 2007). A cura di Carlo Bordini e Antonio Veneziani.
- Renault 4, Scrittori a Roma prima della morte di Moro, Roma, Avagliano, 2007. A cura di Carlo Bordini e Andrea di Consoli.
- Non è un gioco, appunti di viaggio sulla poesia in America latina, Roma, Luca Sossella editore, 2008.
- Memorie di un rivoluzionario timido, Luca Sossella editore, 2016.